# Wagih El-Kashef
Ahmed Wagih El-Kashef (in arabo أحمد وجيه الكاشف‎?; Il Cairo, 5 febbraio 1909 – 1973) è stato un calciatore egiziano, di ruolo attaccante.

## Carriera
Prese parte con la Nazionale egiziana ai Mondiali del 1934 e ai Giochi Olimpici del 1936.